# جمعية كشافة سانت فنسنت وجزر غرينادين
جمعية كشافة سانت فنسنت وجزر غرينادين هي المنظمة الكشفية الوطنية في سانت فنسنت وجزر غرينادين. الكشافة في سانت فنسنت وجزر غرينادين بدأت في 1911 وأصبحت عضوا في المنظمة العالمية للحركة الكشفية في عام 1990. والجمعية لها العديد من الأنشطة التعليمية وبلغ عدد أعضاء الجمعية 549 عضوا (اعتبارا من 2010).